# Filip Jícha

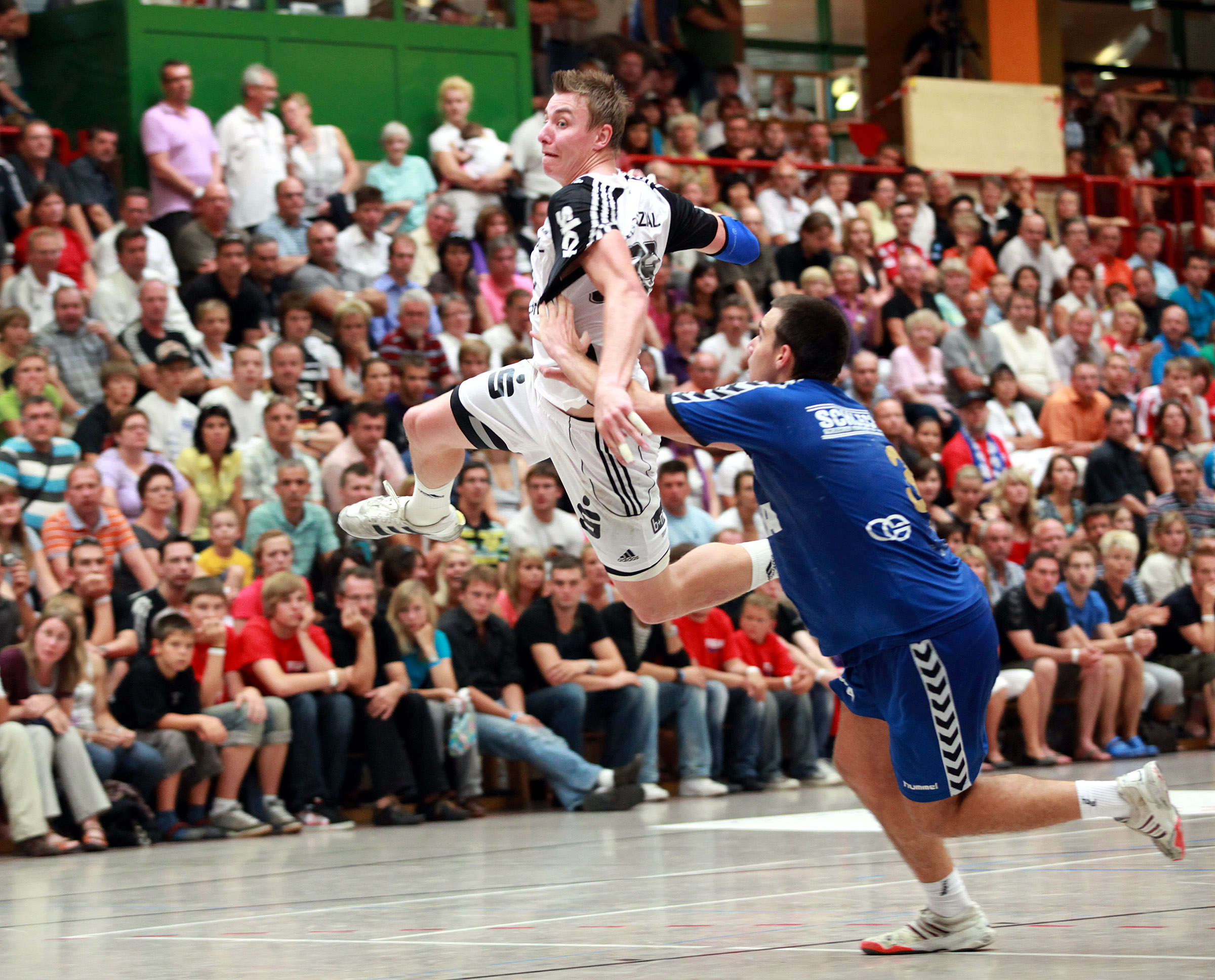
Filip Jícha med THW Kiel, 2009.

Filip Jícha, född 19 april 1982 i Plzeň i dåvarande Tjeckoslovakien, är en tjeckisk handbollstränare och tidigare handbollsspelare (vänsternia). 2010 blev han utsedd till Årets bästa handbollsspelare i världen av IHF. Sedan 2019 är han huvudtränare för det tyska topplaget THW Kiel, som han även representerat som spelare i åtta år.

## Handbollskarriär

### Klubblagsspel

#### THW Kiel
Inför säsongen 2007/2008 värvades Jícha till klubblaget THW Kiel från TBV Lemgo för 400 000 euro.
Säsongen 2008/2009 vann han EHF Champions Leagues skytteliga.
Säsongen 2009/2010 vann han Champions Leagues skytteliga för andra säsongen i rad. Efter säsongen belönades Filip Jícha med Internationella handbollsförbundets titel Årets bästa handbollsspelare i världen.

### Landslagsspel
Jícha debuterade för det tjeckiska landslaget i september 2000, 18 år gammal. Matchen var mot Slovakiens landslag och Jícha gjorde två mål.

## Meriter

### Som spelare

#### Inom klubblag
Al Ahli SC
- Emir-cupen: 2002

TBV Lemgo
- EHF-cupmästare: 2006

THW Kiel
- Tysk mästare: 2008, 2009, 2010, 2012, 2013, 2014 och 2015
- Tysk cupmästare: 2008, 2009, 2011, 2012 och 2013
- DHB-Supercup: 2007, 2008, 2011, 2012 och 2014
- EHF Champions League: 2010 och 2012
- Europeiska supercupen: 2007

#### Inom landslag
- EM 2000: 8:a
- VM 2005: 10:a
- VM 2007: 12:a
- EM 2010: 8:a
- EM 2012: 14:e
- EM 2014: 15:e
- VM 2015: 17:e

#### Individuella utmärkelser
- EM:s mest värdefulla spelare 2010
- EM:s bästa vänsternia 2010
- EM:s skyttekung 2010
- Champions Leagues skyttekung: 2009 och 2010
- Årets bästa handbollsspelare i världen 2010
- Årets handbollsspelare i Tyskland: 2009 och 2010

### Som tränare
- Tysk mästare: 2020, 2021, 2023
- Tysk cupmästare: 2022
- Champions League-mästare: 2020